# Ana Paula Araújo
Ana Paula Araújo (Rio de Janeiro, 15 de abril de 1972) é uma jornalista e apresentadora de televisão brasileira.

## Biografia
Nascida no Rio de Janeiro, Ana Paula mudou-se ainda pequena com a família para Juiz de Fora, em Minas Gerais, onde cresceu. Começou a estudar piano aos oito anos e aos quatorze passou a dar aulas de piano para ajudar nas despesas de casa e para pagar a escola da irmã caçula, Márcia.
Estudou no Instituto Metodista Granbery e aos dezesseis anos entrou na Faculdade de Comunicação da Universidade Federal de Juiz de Fora. Depois, ela conseguiu um estágio como assistente de produção e locutora de comerciais em uma rádio local. Mais tarde, na mesma emissora, passou a fazer um programa musical – sem os pais saberem, pois era transmitido tarde da noite, nos fins de semana. Ainda nessa época, ela começou a fazer reportagens de rua, cobrir eleições e fazer transmissões ao vivo, de improviso. Aos dezoito anos, Ana Paula conseguiu um estágio na Rádio Globo, no Rio de Janeiro, e pediu transferência para a Universidade Federal Fluminense (UFF), em Niterói, onde se formou em Jornalismo.

## Percurso
Iniciou a sua graduação no curso de Comunicação Social, aos 16 anos conseguiu um estágio na Rádio Globo e CBN, e então mudou para o Rio, sua cidade natal, onde formou-se. Teve 3 anos de experiência na RecordTV antes de apresentar o programa Rio em Manchete, [carece de fontes?] na extinta TV Manchete RJ, entre 1994 e 1996, onde também apresentou o Jornal da Manchete, de abrangência nacional, e um telejornal local. Quando mudou-se para a Rede Globo, em setembro de 1999, apresentou o primeiro telejornal como titular, o Bom Dia Rio. Pouco depois, em janeiro de 2000, estreou no RJ1 fazendo dupla com Márcio Gomes, os dois trabalharam juntos até 2006, quando Ana Paula ausentou-se para dar à luz sua primeira filha. Voltou ao trabalho, após a licença-maternidade como repórter. Nessa época começou a apresentar eventualmente o Bom Dia Brasil, nas folgas e férias da então apresentadora Renata Vasconcellos.
De 2009 a 2013, voltou a apresentar o RJ1, em um novo formato do telejornal regional, obtendo sucesso na função e sendo chamada para fazer grandes coberturas, como a da ocupação do Complexo do Alemão, cobertura que rendeu à Rede Globo o Emmy Internacional. Foi casada com Christiano Londres com quem teve sua única filha Melissa Londres em 6 de janeiro 2006.
Ana Paula passou a cobrir, nos fins de semana, as folgas e até as férias dos apresentadores do Jornal Nacional e também passou a cobrir as férias de Renata Ceribelli no Fantástico. Manteve-se também como apresentadora do RJTV, apresentadora eventual no Bom Dia Brasil e repórter especial no Jornal Nacional.
Em 2013, assumiu a bancada do Bom Dia Brasil, ao lado de Chico Pinheiro, sendo sucessora de Renata Vasconcellos que foi para o Fantástico. No RJ1 foi substituída por Mariana Gross.
Destacou-se em novembro de 2010, com a sua cobertura da ocupação policial a Vila Cruzeiro e o Complexo do Alemão, quando ficou cerca de dez horas seguidas no ar transmitindo ao vivo os acontecimentos. Um ano depois, em setembro de 2011, esse trabalho deu à equipe da Globo o prêmio Emmy Internacional, o Oscar da televisão mundial.
Em 2016, Ana Paula foi indicada ao prêmio Melhores do Ano do programa Domingão do Faustão junto com Sandra Annenberg do Jornal Hoje e William Bonner do Jornal Nacional. Sandra foi a mais votada e levou o prêmio naquele ano.
Em 2020, Ana Paula Araújo lançou seu livro "Abuso – A Cultura do Estupro no Brasil", fruto de uma pesquisa de quatro anos na qual a jornalista percorreu o país em busca de relatos, motivado pelo aumento das denúncias de casos de abuso. No livro ela compartilha o depoimento de mais de 100 vítimas, além de familiares, criminosos, psiquiatras e diversos especialistas no tema.

## Fimografia
| Ano        | Nome                | Cargo                  | Emissora                   |
| ---------- | ------------------- | ---------------------- | -------------------------- |
| 1994-96    | Rio em Manchete     | Apresentadora          | TV Manchete Rio de Janeiro |
| 1996-99    | RJTV                | Repórter               | TV Globo Rio de Janeiro    |
| 1999-00    | Bom Dia Rio         | Apresentadora          | TV Globo Rio de Janeiro    |
| 2000-09    | Globo Comunidade RJ | Apresentadora          | TV Globo Rio de Janeiro    |
| 2000-06    | RJTV                | Apresentadora          | TV Globo Rio de Janeiro    |
| 2006-09    | RJTV                | Repórter               | TV Globo Rio de Janeiro    |
| 2009-13    | RJTV                | Apresentadora          | TV Globo Rio de Janeiro    |
| 2010-atual | Jornal Nacional     | Apresentadora eventual | TV Globo                   |
| 2013-atual | Bom Dia Brasil      | Apresentadora          | TV Globo                   |

## Obras
- Abuso: A cultura do estupro no Brasil, 2020, Rio de Janeiro: Globo Livros.[11]